# Мбому (річка)
Мбому або Бому (фр. Mbomou, Bomu) — річка в Центральній Африці.

## Загальні відомості
Довжина річки Мбому — 800 кілометрів. Площа басейну річки — 120 тисяч км ². Носить назву «Мбому» в Центральноафриканській Республіці, і назву «Бому» — в Демократичній Республіці Конго.

## Географія
Річка Мбому на більшій частині своєї течії є державним кордоном між Центральноафриканською республікою та Демократичною Республікою Конго. Її витоки знаходяться на території Судану, в його південному регіоні (Екваторіальна провінція), неподалік від кордону з Конго. Протяжність Мбому в Судані становить близько 60 кілометрів.
Правими притоками Мбому, з боку ЦАР, є річки Шинко, Уара, Кере, Мбоку. Лівою притокою, з боку Конго — річка Аса. При злитті Мбому в районі міста Камба з річкою Уеле утворюється річка Убангі, одна з найбільших приток річки Конго. За назвою річки іменовані дві провінції ЦАР — Мбому та Верхнє Мбому. На конголезькому боці річки до неї прилягають два великих природоохоронних резервати Західна Бому та Східна Бому.